# Tiberio Tinelli
Tiberio Tinelli est un peintre italien du début du baroque, né en 1587 à Venise et mort en 1639, qui a exercé essentiellement comme portraitiste dans sa ville natale, mais a été reconnu à l'étranger.

## Biographie
Élève de Giovanni Contarini, suiveur connu du Titien, il passa rapidement à l'école de Leandro Bassano (1557-1622), portraitiste de premier ordre.
Dès 1617, époque à laquelle il peignit les volets de l'orgue de l'église Santa Maria della Celestia, son intérêt pour le naturel dans la représentation de ses modèles est évident.
Plus tard, il est entré en contact, lors de leurs voyages en Italie, avec des portraitistes européens célèbres, tels qu'Antoine van Dyck vers 1622, Nicolas Régnier, présent à Venise vers 1625, et Simon Vouet, de 1602 à 1613.
Il devint portraitiste à la mode pour les aristocrates, les marchands et les intellectuels de Venise, souvent représentés sous les traits de personnages historiques et mythologiques. Il a été salué par les critiques contemporains, tels que Carlo Ridolfi et Marco Boschini, pour le naturel de ses portraits, auxquels il ajoutait grâce et noblesse.
Il était apprécié également en dehors de Venise, par Charles Ier, duc de Mantoue, et Léopold de Médicis, et par des collectionneurs renommés, tels que Basil Fielding et Paolo del Sera. Le roi de France Louis XIII acheta certains de ses tableaux pour ses collections et l'a fait Chevalier de l'Ordre de Saint-Michel en 1633, mais il ne parvint pas à le faire venir à Paris comme peintre de cour.
Il a voyagé à Florence et a épousé la peintre Giovanna Garzoni. On peut admirer au musée des Offices, le Portrait du poète Giulio Strozzi (1582-1652), membre de la famille Strozzi de Florence et qui fut le premier librettiste de l'opéra vénitien. 
Dans le domaine religieux, l'œuvre la plus représentative de son art est la grande toile de la Rotonde de Rovigo, de 1636 environ.
Son mariage malheureux l'aurait poussé au suicide.
Bien que l'on n'ait pas d'information sur son école, sa vision particulière du portrait informel aristocratique est devenu la langue dominante des artistes du nord de l'Italie[réf. nécessaire]. Il a été sérieusement remis en cause par l'idéalisation héroïque qui a été la contribution de Tiepolo au portrait.

## Œuvres
- Portrait de Francesco Querini (v. 1615), Hood Museum of Art New Hampshire
- Portrait d'avogadori (1631), Palais des Doges, Venise
- Portrait du poète Giulio Strozzi (v. 1630), huile sur toile, 83 × 64 cm, musée des Offices, Florence. Legs de Paolo del Sera au cardinal Léopold de Médicis[7]
- Portrait de Lodovico Windmann (1637), huile sur toile, 206 × 137 cm, National Gallery of Art, Washington[3]
- Portrait d'Emilia Papafava Borromeo, Musée civique de Padoue
- Portrait du peintre Karel Škréta, galerie nationale de Prague
- Portrait de Luigi Molin, gallerie dell'Accademia de Venise
- Portrait ideal de Giorgione, collection privée, Suisse
- Portrait d'homme, huile sur toile, 50 × 41 cm, musée des Offices, corridor de Vasari, Florence

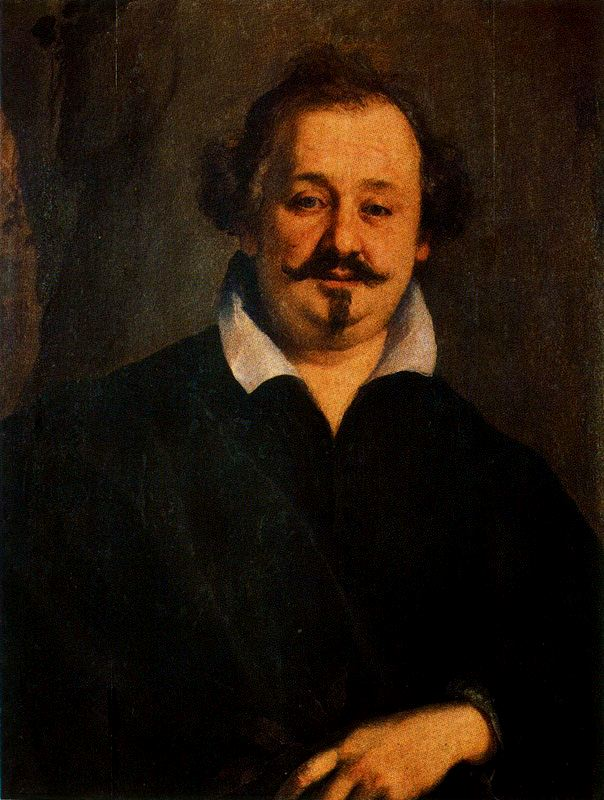
Portrait de Giulio Strozzi, v. 1630 Musée des Offices, Florence
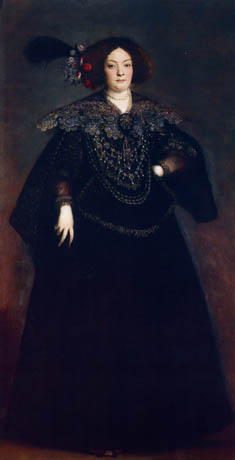
Emilia Papafava Borromeo Musée civique de Padoue
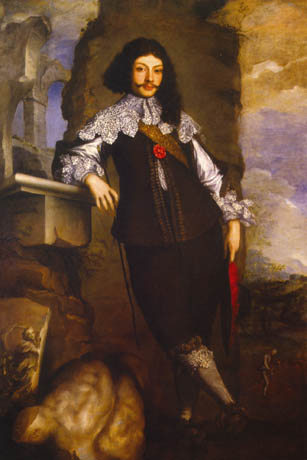
Ludovico Windmann National Gallery, Washington
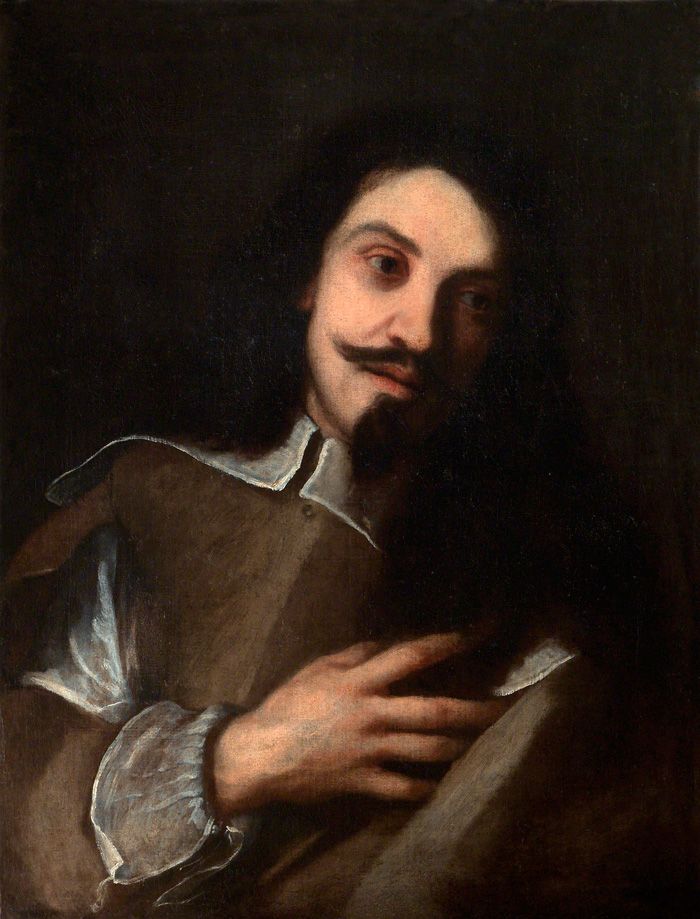
Karel Škréta galerie nationale de Prague